# IAIO 투판

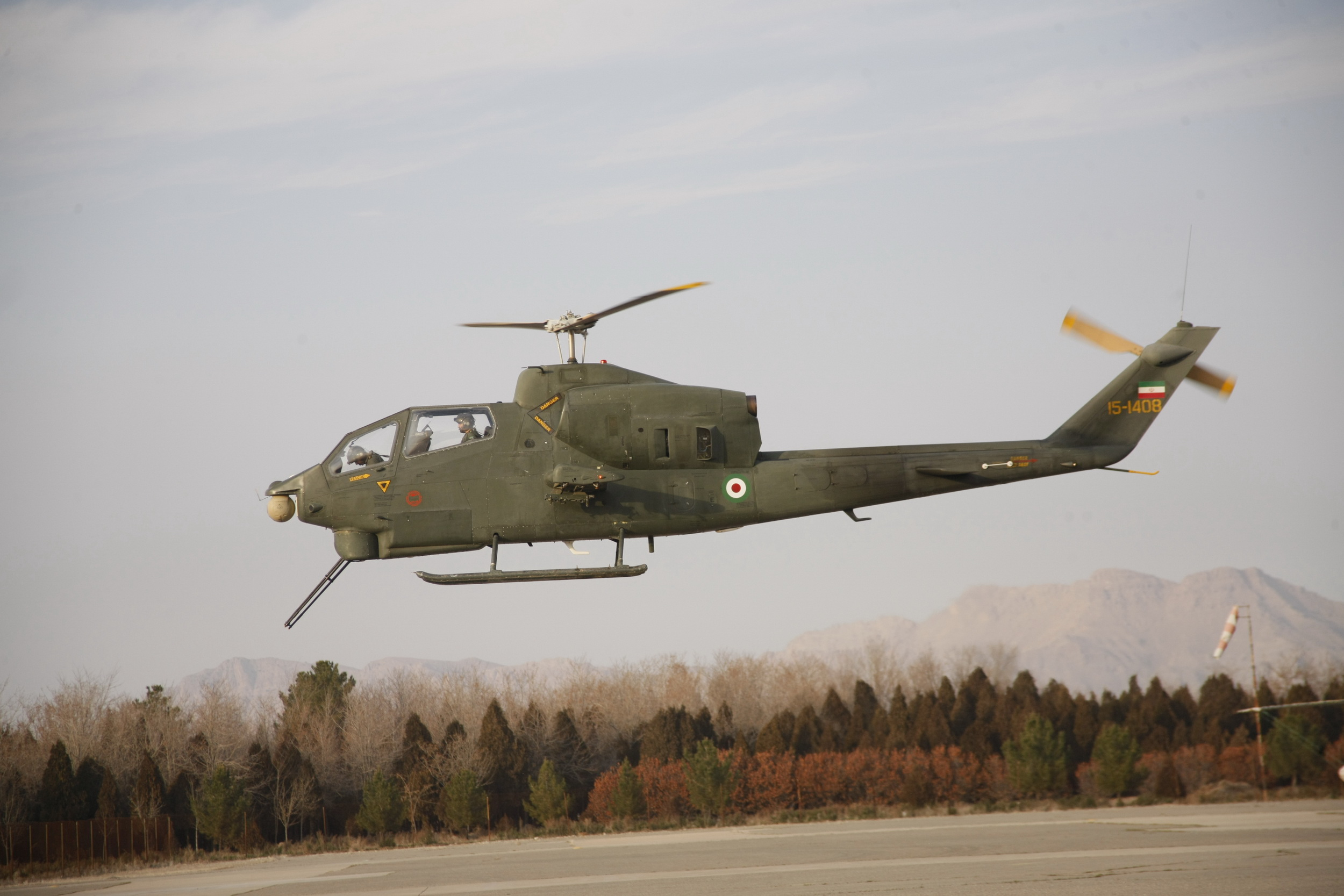
투판-2 공격헬기

IAIO 투판은 이란 IAIO에서 개발한 공격헬기이다.

## 역사
1971년 이란은 AH-1J 코브라 헬기의 개량형인 "AH-1J 인터내셔널" 202대를 구매했다. 쌍발엔진 버전이며, 토우 미사일 발사가 가능했다.
1979년 이란 혁명으로 친미 팔라비 왕조가 무너지고, 오늘날의 반미 이란 정부가 탄생했다.
미국과 적대관계가 됨에 따라, 코브라 헬기를 카피해서 투판 헬기를 만들었다. 적대관계가 아니면 특허 문제로 카피하는게 불가능하다.
투판-1은 2010년 5월, 투판-2는 2013년 1월에 공개되었다.
투판은 폭풍이란 의미이다.
이란은 토우 미사일을 카피해서 투판 미사일도 개발했다. 투판-2에서 투판 미사일을 발사할 수 있다. 투판 미사일은 유선 유도, 적외선 유도, 레이저 유도 등 다양한 버전이 존재한다.

## 북한
2020년 10월 10일, 북한 조선로동당 창건일 열병식에서 북한 신형 전차가 최초로 공개되었다. 이란의 줄피가르 전차를 수입한 듯이, 매우 닮은 모양이었다. 만약 북한과 이란이 핵미사일 교류만이 아니라 탱크 관련 무기 수출입까지 한다면, 탱크 하면 뗄 수 없는 것이 탱크킬러인 공격헬기이다. 따라서, 가까운 시일 내에 북한이 이란의 투판 공격헬기를 수입할 가능성도 없지 않다.

## 같이 보기
- 투판